# Султакаївська сільська рада
Султака́ївська сільська рада (рос. Султакаевский сельский совет) — сільське поселення у складі Александровського району Оренбурзької області Росії.
Адміністративний центр — село Султакай.

## Населення
Населення — 501 особа (2019; 622 в 2010, 816 у 2002).

## Склад
До складу сільської ради входять:
| Населений пункт  | Населення, осіб (2002) | Населення, осіб (2010) |
| ---------------- | ---------------------- | ---------------------- |
| Майський, селище | 136                    | 102                    |
| Султакай, село   | 500                    | 393                    |
| Юртаєво, село    | 180                    | 127                    |